# 파워셋
파워셋(Powerset)은 캘리포니아주 샌프란시스코에 본사를 둔 미국 회사로, 2006년 인터넷용 자연어 검색 엔진을 개발하고 있었다. 2008년 7월 1일, 파워셋은 마이크로소프트에 약 1억 달러(2023년 기준 약 1억 3,900만 달러)에 인수되었다.
파워셋은 키워드 기반 검색과는 달리, 사용자 질문에 대한 맞춤형 답변을 찾을 수 있는 자연어 검색 엔진을 개발하고 있었다. 예를 들어, "미국에서 소득세가 가장 높은 주는 어디인가요?"와 같은 질문을 받으면 기존 검색 엔진은 질문의 구문을 무시하고 "주", "가장 높은", "소득", "세금"과 같은 키워드로 검색한다. 반면, 파워셋은 자연어 처리를 사용하여 질문의 본질을 이해하고 답변이 포함된 페이지를 반환한다.
파워셋은 "웹상의 모든 문장을 읽고 이해하는 자연어 검색 엔진을 개발"하고 있었다. 이 회사는 PARC(구 제록스 팔로 알토 연구 센터)로부터 자연어 기술에 대한 라이선스를 받았다.